# Список перекладачів з української мови
Список перекладачів з української мови включає перекладачів творів української літератури та гуманітаристики на іноземні мови. До списку передовсім включені перекладачі сучасної української літератури. До найпродуктивініших перекладачів з української належать Анна-Галя Горбач (німецька мова), Віра Вовк (португальська мова), Рита Кіндлерова (чеська мова), Ірина Дмитришин (французька мова), а також двоє українсько-польських перекладачі Анета Камінська та Богдан Задура.

## Азербайджанська мова
| Прізвище, ім'я      | Роки життя | Основні перекладені автори | Посилання                                       |
| ------------------- | ---------- | -------------------------- | ----------------------------------------------- |
| Абдулла Аббас       | 1940-      | Іван Драч                  |                                                 |
| Гасанадзе Рауф      |            | Степан Процюк              | [Архівовано 15 березня 2015 у Wayback Machine.] |
| Іскандерзаде Ельгін |            | Степан Процюк              | [Архівовано 15 березня 2015 у Wayback Machine.] |
| Кім Медіна          |            | Іван Андрусяк              | [Архівовано 15 квітня 2015 у Wayback Machine.]  |

## Албанська мова
| Прізвище, ім'я                   | Роки життя | Основні перекладені автори | Посилання |
| -------------------------------- | ---------- | -------------------------- | --------- |
| Келменді Єтон                    | *1978      | Сергій Дзюба               |           |
| Ніколла Альберт (Albert Nikolla) | *1968      | Д. Чистяк                  |           |
| Паплека Антон (Anton Papleka)    | *1945      | Д. Чистяк                  |           |

## Англійська мова
| Прізвище, ім'я                                          | Роки життя | Основні перекладені автори                                                                                   | Посилання |
| ------------------------------------------------------- | ---------- | --- | --- |
| Андрейчик Марко (Mark Andryczyk)                        |            | Костянтин Москалець, Юрій Покальчук, Василь Ґабор                                                            | |
| Андрусишин Костянтин-Генрі (Constantine H. Andrusyshen) | 1907—1983  | І. Франко, В. Стефаник, М. Коцюбинський, М. Хвильовий, М. Черемшина                                          | |
| Базюк Марта                                             |            | Олександр Ірванець                                                                                           | [ 1 ] |
| Белґрад Даніель                                         |            | Василь Махно                                                                                                 | |
| Біленко Анатоль (Anatole Bilenko)                       |            | Володимир Дрозд, Спиридон Черкасенко, Неда Неждана                                                           | , [Архівовано 16 березня 2015 у Wayback Machine.] |
| Блекер Уіллеам (Uilleam Blacker)                        |            | Тарас Прохасько                                                                                              | |
| Брасфілд Джеймс (James Brasfield)                       | 1952 -     | Олег Лишега                                                                                                  | |
| Буньо Оксана (Oksana Bunio)                             |            | Василь Ґабор, Олександр Жовна                                                                                | |
| Гринь Галина (Halyna Hryn)                              |            | Оксана Забужко, Володимир Діброва                                                                            | |
| Ґавур Люба                                              |            | Іван Андрусяк, Олесь Ульяненко                                                                               | [Архівовано 15 квітня 2015 у Wayback Machine.]http://sites.utoronto.ca/elul/Ukr_Lit/Vol04/ [Архівовано 25 лютого 2016 у Wayback Machine.]                                                                     |
| Дженнінгс Олена                                         |            | Галина Крук, Василь Махно                                                                                    | [Архівовано 16 березня 2015 у Wayback Machine.] |
| Килина Патриція (Patrycija Kylyna)                      | 1936 -     | Михайло Коцюбинський, Василь Стефаник                                                                        | |
| Кобець Світлана (Svitlana Kobets)                       |            | Євгенія Кононенко                                                                                            | |
| Кознарський Тарас                                       |            | Олександр Ірванець                                                                                           | [ 1 ] |
| Комарницький Стівен (Stephen Komarnyckyj)               |            | Павло Тичина, Ігор Павлюк, Василь Базів, В'ячеслав Гук                                                       | [Архівовано 6 травня 2012 у Wayback Machine.], [Архівовано 2 грудня 2013 у Wayback Machine.], [Архівовано 3 серпня 2014 у Wayback Machine.], [недоступне посилання з жовтня 2019], Гук В'ячеслав Анатолійович |
| Корнесс Патрік (Patrick Corness)                        |            | Василь Ґабор, Олександр Жовна                                                                                | |
| Лайвсей Флоренс (Livesay)                               |            | Тарас Григорович Шевченко, Юрій Федькович, Степан Руданський, Сидір Воробкевич, Григорій Квітка-Основ'яненко | [Архівовано 17 серпня 2016 у Wayback Machine.] |
| Луцишина Оксана (Oksana Lutsyshyna)                     |            | Богдана Матіяш, Василь Махно                                                                                 | |
| Мельничук Аскольд (Askold Melnyczuk)                    | 1954       | Оксана Забужко, Мар’яна Савка                                                                                | |
| Найдан Михайло (Michael Naydan)                         |            | Ліна Костенко, Юрій Винничук, Юрій Андрухович, Богдан Ігор Антонич                                           | |
| Павлишин Марко Романович (Marko Pavlyshyn)              | 1955-      | Юрій Андрухович, Юрій Іздрик                                                                                 | [Архівовано 22 березня 2012 у Wayback Machine.] |
| Пасічник Уляна (Uliana Pasicznyk)                       |            | Микола Рябчук, Валерій Шевчук, Емма Андієвська, Володимир Діброва                                            | |
| Помірко Наталія (Natalia Pomirko)                       |            | Василь Ґабор                                                                                                 | |
| Попович Орест                                           |            | Василь Махно                                                                                                 | |
| Віра Річ (Vera Rich)                                    | 1936—2009  | І. Франко, Л. Українка, М. Зеров, П. Филипович, П. Тичина, В. Стус, В. Симоненко, Л. Костенко                | |
| Рудакевич Ольга (Olha Rudakevych)                       |            | Валерій Шевчук                                                                                               | |
| Стефанюк Мирося                                         |            | Василь Голобородько                                                                                          | [ 2 ] |
| Тарнавський Юрій                                        |            | Володимир Цибулько                                                                                           | [Архівовано 15 квітня 2015 у Wayback Machine.] |
| Токарський Богдан                                       |            | В. Стус | |
| Фішер Енн                                               |            | Олена Стяжкіна                                                                                               | |
| Царинник Марко (Marco Carynnyk)                         | 1944       | М. Осадчий, Л. Плющ, М. Коцюбинський                                                                         | |
| Чернецький Віталій (Vitaly Chernetsky)                  | 1970       | Юрій Андрухович, Софія Андрухович                                                                            | |
| Шевчук-Муррей Ніна (Nina Shevchuk-Murray)               |            | Оксана Забужко                                                                                               | |
| Шкандрій Мирослав (Myroslav Shkandrij)                  |            | Сергій Жадан                                                                                                 | |
| Якубяк Ярина (Yaryna Yakubyak)                          |            | Костянтин Москалець, Юрій Покальчук, Василь Ґабор                                                            | |

## Арабська мова
| Прізвище, ім'я | Роки життя | Основні перекладені автори                                                             | Посилання |
| -------------- | ---------- | -------------------------------------------------------------------------------------- | --------- |
| Раеф Імадеддін |            | Леся Українка, Іван Франко, Агатангел Кримський, Григорович-Барський Василь Григорович |           |
| Нуайме Михайло | 1889-1988  | Т.Г. Шевченко                                                                          |           |
| Мунді Самір    |            | Леся Українка                                                                          |           |
| Хоміцька Олена |            | Леся Українка                                                                          |           |

## Бенгальська мова
| Прізвище, ім'я              | Роки життя | Основні перекладені автори | Посилання                                       |
| --------------------------- | ---------- | --- | ----------------------------------------------- |
| Гош Мрідула (Mridula Ghosh) |            | Григорій Сковорода, Тарас Шевченко, Павло Чубинський, Іван Франко, Леся Українка, Микола Вороний, Олександр Олесь, Володимир Свідзінський, Павло Тичина, Володимир Сосюра, Микола Руденко, Дмитро Павличко, Ліна Костенко, Василь Симоненко, Борис Олійник, Іван Драч, Василь Стус, Ігор Калинець, Людмила Скирда, Леонід Кисельов, Софія Майданська, Василь Герасим'юк, Ігор Римарук, Іван Малкович, Михайло Петренко, Маркіян Шашкевич | [Архівовано 4 березня 2016 у Wayback Machine.], |

## Білоруська мова
| Прізвище, ім'я                           | Роки життя | Основні перекладені автори | Посилання                                       |
| ---------------------------------------- | ---------- | -------------------------- | ----------------------------------------------- |
| Арлов Володимир (Уладзімір Арлоў)        | 1953-      | Олександр Ірванець         | [ 1 ]                                           |
| Латиш Віталь (Віталь Латыш)              |            | Сергій Жадан               | [Архівовано 22 червня 2016 у Wayback Machine.]  |
| Мартисевич Марія (Марыйка Мартысевіч)    |            | Галина Крук                | [Архівовано 16 березня 2015 у Wayback Machine.] |
| Морт Вальжина                            |            | Іван Андрусяк              | [Архівовано 15 квітня 2015 у Wayback Machine.]  |
| Скобла Міхась (Міхась Скобла)            |            | Іван Андрусяк              | [Архівовано 15 квітня 2015 у Wayback Machine.]  |
| Урублевська Тетяна (Таццяна Урублевская) |            | Сергій Жадан               | [Архівовано 30 травня 2019 у Wayback Machine.]  |
| Хаданович Андрій (Андрэй Хадановіч)      | 1973-      | Юрій Андрухович            | [ 3 ]                                           |
| Шода Марина                              |            | Юрій Андрухович            | [ 3 ]                                           |

## Болгарська мова
| Прізвище, ім'я  | Роки життя | Основні перекладені автори | Посилання |
| --------------- | ---------- | -------------------------- | --------- |
| Камберова Райна |            | Юрій Винничук              |           |
| Тотоманов Іван  |            | Юрій Андрухович            | [ 3 ]     |

## Вірменська мова
| Прізвище, ім'я    | Роки життя | Основні перекладені автори | Посилання |
| ----------------- | ---------- | -------------------------- | --------- |
| Месропян Анушаван | 1967-      | Олена Галета               | [ 4 ]     |

## Гінді
| Прізвище, ім'я | Роки життя | Основні перекладені автори                      | Посилання |
| -------------- | ---------- | ----------------------------------------------- | --------- |
| Ботвінкін Юрій |            | Тарас Шевченко, Леся Українка, Василь Симоненко |           |

## Грузинська мова
| Прізвище, ім'я          | Роки життя | Основні перекладені автори | Посилання |
| ----------------------- | ---------- | --- | --------- |
| Чілачава Рауль Шалвович | *1948      | Григорій Сковорода, Тарас Шевченко, Павло Тичина, Володимир Сосюра, Микола Бажан, Борис Олійник, Василь Сухомлинський, Петро Осадчук, Софія Майданська |           |
| Іаташвілі Шота          | *1966      | Сергій Грабар |           |

## Данська мова
| Прізвище, ім'я | Роки життя | Основні перекладені автори | Посилання                                       |
| -------------- | ---------- | -------------------------- | ----------------------------------------------- |
| Тогер Торстен  |            | Галина Крук                | [Архівовано 16 березня 2015 у Wayback Machine.] |

## Есперанто
| Прізвище, ім'я             | Роки життя | Основні перекладені автори | Посилання |
| -------------------------- | ---------- | --- | --------- |
| Вайнблат Семен             | 1936 -     | Тарас Шевченко, Павло Чубинський, Олекса Влизько, Євген Маланюк, Андрій Малишко |           |
| Ігор Друль                 | 19 -       | Григорій Квітка-Основ'яненко, Володимир Винниченко, Борис Антоненко-Давидович |           |
| Гордієнко-Андріанова Надія | 1921-1998  | Леся Українка, Тарас Шевченко, Іван Франко, Агатангел Кримський, Олександр Олесь, Максим Рильський, Олесь Гончар, Іван Драч, Євген Гуцало, Василь Стус, Дмитро Павличко |           |
| Зубик Юрій                 | 1934-2014  | Віктор Забіла, Тарас Шевченко, Леонід Глібов, Олександр Кониський, Сидір Воробкевич, Іван Франко, Осип Маковей, Микола Вороний, Левко Лепкий, Дмитро Фальківський |           |
| Керзюк Ольга               | 1957 -     | Микола Хвильовий, Григір Тютюнник, Емма Андієвська, Ігор Калинець |           |
| Королевич Олександр        | 1913-1995  | Тарас Шевченко, Іван Франко, Богдан Лепкий |           |
| Орест Кузьма               | 1893-1968  | Осип Маковей, Іван Франко, Василь Стефаник, Богдан Лепкий |           |
| Kris Long                  | 1944 -     | Тарас Шевченко, Степан Руданський, Володимир Свідзинський, Микола Зеров, Павло Тичина, Віктор Домонтович, Максим Рильський, Олена Теліга, Богдан-Ігор Антонич, Віра Вовк, Ліна Костенко, Юрій Тарнавський, Василь Стус, Ігор Калинець, Василь Голобородько, Іван Малкович                                                                               |           |
| Можаєв Павло               | 1981 -     | Микола Гоголь, Леся Українка, Павло Тичина |           |
| Паливода Петро             | 1959 -     | Леся Українка, Олександр Олесь, Андрій Малишко, Олекса Слісаренко, Михайло Драй-Хмара, Василь Атаманюк, Степан Чарнецький, Дмитро Луценко, Василь Симоненко, Володимир Данькевич, Лариса Мандзюк, Діана Гольде, Юрій Рибчинський, Христина Козловська, Богдана Єгорова, Марія Микицей, Дарина Шевчук, Любов Сердунич, Павло Вишебаба, Максим Кривцов    |           |
| Пацюрко Володимир          | 1943-2019  | Григорій Сковорода, Маркіян Шашкевич, Тарас Шевченко, Михайло Петренко, Степан Руданський, Павло Чубинський, Павло Грабовський, Осип Маковей, Лесь Мартович, Михайло Яцків, Олександр Олесь, Юрій Клен, Гнат Михайличенко, Михайль Семенко, Василь Бобинський, Євген Плужник, Богдан-Ігор Антонич, Борис Олійник, Василь Симоненко, Василь Голобородько |           |
| Паюк Віктор                | 1959 -     | Архип Тесленко, Марко Вовчок, Борис Грінченко, Іван Франко, Леся Українка, Степан Васильченко, Валер'ян Підмогильний, Майк Йогансен, Василь Ярошенко, Юрій Вухналь, Клим Поліщук, Іван Багряний, Василь Барка, Олександр Довженко, Олег Чорногуз, Василь Шкляр, Юрій Винничук, Юрій Андрухович, Міла Іванцова                                           |           |
| Рогов Андрій               | 1914-1978  | Григорій Сковорода, Леонід Глібов, Юрій Федькович, Степан Руданський, Іван Франко, Павло Грабовський, Олександр Олесь, Павло Тичина, Максим Рильський, Володимир Сосюра, Дмитро Павличко, Борис Олійник |           |
| Турков Геннадій Леонідович | 1945-2020  | Іван Котляревський, Григорій Сковорода, Тарас Шевченко, Леся Українка, Богдан-Ігор Антонич |           |

## Естонська мова
| Прізвище, ім'я  | Роки життя | Основні перекладені автори                      | Посилання |
| --------------- | ---------- | ----------------------------------------------- | --------- |
| Раяметс Гаральд |            | Іван Драч, Микола Вінграновський, Борис Олійник |           |
| Каалеп Айн      | 1926 —     | Т. Шевченко, І. Франко, Леся Українка           |           |

## Іврит
| Прізвище, ім'я | Роки життя | Основні перекладені автори | Посилання |
| -------------- | ---------- | --- | --------- |
| Паперний Антон |            | Дмитро Павличко, Емма Андієвська, Леся Степовичка, Юрій Андрухович, Маріанна Кіяновська, Катріна Хаддад, Олеся Мамчич, Дмитро Лазуткін, Олег Коцарев, Любов Якимчук, Богдана Матіяш, Олеся Мамчич, Катерина Калитко, Світлана Богдан, Таня-Марія Литвинюк, Анна Багряна, Анна Хромова, Галина Ткачук. |           |

## Іспанська мова
| Прізвище, ім'я                        | Роки життя | Основні перекладені автори | Посилання |
| ------------------------------------- | ---------- | -------------------------- | --------- |
| Голяк Оксана (Oksana Gollyak)         |            | Юрій Андрухович            |           |
| Коробенко Ольга (Olga Korobenko)      |            | Юрій Андрухович            |           |
| Лех Юрій (Iury Lech)                  |            | Юрій Андрухович            | [ 3 ]     |
| Рубіо Анна (Anna Rubió)               |            | Юрій Андрухович            | [ 3 ]     |
| Славомірський Єжи (Jerzy Slawomirski) |            | Юрій Андрухович            | [ 3 ]     |

## Італійська мова
| Прізвище, ім'я                                   | Роки життя | Основні перекладені автори | Посилання                                      |
| ------------------------------------------------ | ---------- | --- | ---------------------------------------------- |
| Броджі-Беркофф Джованна (Giovanna Brogi Bercoff) | 1943-      | Тарас Шевченко |                                                |
| Ґальвані Паоло (Paolo Galvagni)                  | 1967-      | Тарас Григорович Шевченко, Іван Франко, Ростислав Мельників, Маріанна Кіяновська, Анатолій Дністровий, Галина Крук, Олег Коцарев, Юлія Стахівська, Павло Коробчук, Григорій Семенчук | [Архівовано 1 березня 2013 у Wayback Machine.] |
| Сальвіні Луїджі (Luigi Salvini)                  | 1911—1959  | Г. Косинка, І. Липа, В. Стефаник, М. Хвильовий, У. Самчук, М. Черемшина |                                                |
| Помпео Лоренцо (Lorenzo Pompeo)                  | 1968-      | Юрій Андрухович, Любко Дереш, Оксана Забужко, Сергій Жадан |                                                |
| Прокопович Мар'яна                               | 1961-      | Оксана Забужко |                                                |
| Фічі Франческа                                   |            | Марія Матіос |                                                |
| Гаравалья Лаура (Laura Garavaglia)               |            | Чистяк Дмитро Олександрович |                                                |

## Їдиш
| Прізвище, ім'я | Роки життя | Основні перекладені автори  | Посилання |
| -------------- | ---------- | --------------------------- | --------- |
| Гофштейн Давид | 1889—1952  | Тарас Шевченко («Заповіт»). |           |
| Рінкевіч Міндл | ...        | Василь Махно                |           |

## Каталонська мова
| Прізвище, ім'я   | Роки життя | Основні перекладені автори                                 | Посилання                                      |
| ---------------- | ---------- | ---------------------------------------------------------- | ---------------------------------------------- |
| Джірона Каталіна |            | Антоновський Андрій Валерійович, Завадський Юрій Романович | [Архівовано 24 червня 2021 у Wayback Machine.] |

## Кримськотатарська мова
| Прізвище, ім'я                        | Роки життя | Основні перекладені автори                                                                          | Посилання |
| ------------------------------------- | ---------- | --------------------------------------------------------------------------------------------------- | --------- |
| Кандимов Юнус Уразович (Yunus Qandım) | 1959—2005  | Тарас Шевченко, Леся Українка, Михайло Коцюбинський, Микола Вороний, Павло Тичина, Володимир Сосюра |           |

## Латиська мова
| Прізвище, ім'я                    | Роки життя | Основні перекладені автори       | Посилання |
| --------------------------------- | ---------- | -------------------------------- | --------- |
| Белшевіца Візма (Візма Belševica) | 1931—2005  | Микола Вінграновський, Іван Драч |           |

## Литовська мова
| Прізвище, ім'я  | Роки життя | Основні перекладені автори           | Посилання                                       |
| --------------- | ---------- | ------------------------------------ | ----------------------------------------------- |
| Декшнис Вітас   |            | Галина Крук, Сергій Жадан            | [Архівовано 16 березня 2015 у Wayback Machine.] |
| Йонінас Антанас | 1953-      | Наталка Білоцерківець, Людмила Таран |                                                 |
| Зіта Маріене    |            | Оксана Забужко                       |                                                 |

## Нідерландська мова
| Прізвище, ім'я | Роки життя | Основні перекладені автори | Посилання                                     |
| -------------- | ---------- | -------------------------- | --------------------------------------------- |
| Валс Тобіас    |            | Майк Йогансен              |                                               |
| Сельман Хелен  |            | Оксана Забужко             | [Архівовано 4 квітня 2017 у Wayback Machine.] |

## Німецька мова
| Прізвище, ім'я                               | Роки життя  | Основні перекладені автори | Посилання                                        |
| -------------------------------------------- | ----------- | --- | ------------------------------------------------ |
| Блюм Клара (Klara Blum)                      | 1904—1971   | Тарас Шевченко |                                                  |
| Борк Марга (Marga Bork)                      |             | Іван Франко |                                                  |
| Бруннер Каті (Kati Brunner)                  | 1977-       | |                                                  |
| Вайзе Крістіан (Christian Weise)             | 1960-       | Василь Махно, Олеся Яремчук, Микола Давидюк |                                                  |
| Вайнерт Еріх (Erich Weinert)                 | 1890—1953   | Тарас Шевченко, Іван Франко |                                                  |
| Вайсенбек Марія (Maria Weissenböck)          | 1980-       | Любко Дереш |                                                  |
| Везелльман Ґюнгільд (Gunhild Wesselmann)     |             | Олександр Ірванець | [ 1 ]                                            |
| Вольдан Алоїз (Alois Woldan)                 | 1954-       | Галина Крук, Юрій Андрухович | [Архівовано 16 березня 2015 у Wayback Machine.]  |
| Вундервальд Якоб (Jakob Wunderwald)          |             | Валер'ян Підмогильний, Олена Стяжкіна |                                                  |
| Ґебнер Рольф (Rolf Göbner)                   | (*1942)     | В. Винниченко, І. Франко, М. Черемшина |                                                  |
| Гнедкова Ганна (Hanna Hnedkowa)              | (*1992)     | Віктор Домонтович |                                                  |
| Горбач Анна-Галя (Anna-Halja Horbatsch)      | 1924—2011   | М. Коцюбинський, Г. Хоткевич. В. Стус, Є. Сверстюк, В. Марченко, І. Калинець, В. Шевчук, Ю. Андрухович, Степан Процюк, Віктор Кордун, Олесь Ульяненко                   |                                                  |
| Грубер Йона (Jona Gruber)                    | 1908-1980   | Дмитро Павличко |                                                  |
| Гюмер Петер Маріус (Peter Marius Huemer)     |             | Віктор Домонтович |                                                  |
| Дате Клаудія (Claudia Dathe)                 | 1971-       | Сергій Жадан, Галина Крук, Марія Матіос, Оксана Забужко | [Архівовано 16 березня 2015 у Wayback Machine.], |
| Дая (DAJA)                                   |             | Оксана Забужко |                                                  |
| Донгаузер Міхаель (Michael Donhauser)        | 1956-       | Юрій Андрухович, Андрій Бондар, Сергій Жадан, Наталка Білоцерківець, Олег Лишега, Емма Андієвська                                                                       |                                                  |
| Дуркот Юрій (Juri Durkot)                    | 1965-       | Юрій Андрухович, Сергій Жадан |                                                  |
| Ендлер Адольф (Adolf Endler)                 | 1930-2009   | Микола Бажан |                                                  |
| Заліток Ліна (Lina Zalitok)                  |             | Валер'ян Підмогильний |                                                  |
| Зарторіус Йоахім (Joachim Sartorius)         |             | Юрій Андрухович, Андрій Бондар, Сергій Жадан, Наталка Білоцерківець, Олег Лишега, Емма Андієвська                                                                       |                                                  |
| Качанюк-Спєх Ірина                           |             | Леся Українка, Тарас Шевченко, Іван Франко, Володимир Михайло Янів, Єндик Ростислав, Дмитро Павличко, Іван Калинець, Ліна Костенко, Емма Андієвська та ін.              |                                                  |
| Келлер Карін (Karin Keller)                  |             | Сергій Грабар | [Архівовано 27 березня 2015 у Wayback Machine.]  |
| Колінко Інгеборг (Ingeborg Kolinko)          |             | В. Дрозд |                                                  |
| Колінко Олег (Oleg Kolinko)                  |             | В. Дрозд |                                                  |
| Костецький Ігор                              | 1913—1983   | Олесь Гончар | [ 6 ]                                            |
| Коттмаєр Елізабет (Elisabeth Kottmeier)      | 1902—1983   | Олесь Гончар | [ 6 ]                                            |
| Кратохвіль Александер (Alexander Kratochvil) |             | Оксана Забужко, Юрій Винничук, Валер'ян Підмогильний | ,                                                |
| Мірчук Марія                                 | 1886-1963   | І. Франко, М. Чернявський, А. Тесленко, В. Стефаник, М. Черемшина, О. Кобилянська, М. Коцюбинський, Б. Лепкий, Г. Косинка, С. Парфанович-Вовчук, М. Хвильовий, Ю. Косач |                                                  |
| Наґель Лідія (Lydia Nagel)                   | 1977-       | Наталка Сняданко |                                                  |
| Овруцька Марія Яківна                        | 1895-1986   | М. Коцюбинський, І. Франко, Ю. Яновський, А. Головко, О. Вишня, С. Скляренко                                                                                            |                                                  |
| Онуфрів Софія (Sofia Onufriv)                | 1970-       | Юрій Андрухович | [ 3 ]                                            |
| Пальмес Ліза (Lisa Palmes)                   | 1975-       | Сергій Жадан, Євген Положій, Наталка Сняданко, Сашко Ушкалов |                                                  |
| Пастіор Оскар (Oskar Pastior)                | 1927—2006   | Андрій Бондар, Сергій Жадан, Наталка Білоцерківець, Олег Лишега, Емма Андієвська                                                                                        |                                                  |
| Пташник Стефанія (Stefanya Ptashnyk)         |             | Юрій Андрухович |                                                  |
| Робіне Лариса (Larissa Robiné)               | (1918-2004) | Стельмах Михайло Панасович, Кузнецов Анатолій Васильович, Козаченко Василь Павлович                                                                                     |                                                  |
| Тіль Ганс (Hans Thill)                       | 1954-       | Юрій Андрухович, Андрій Бондар, Сергій Жадан, Наталка Білоцерківець, Олег Лишега, Емма Андієвська                                                                       |                                                  |
| Убершпрехер Беттіна                          |             | Галина Крук | [Архівовано 16 березня 2015 у Wayback Machine.]  |
| Утлер Аня (Anja Utler)                       | 1973-       | Юрій Андрухович, Андрій Бондар, Сергій Жадан, Наталка Білоцерківець, Олег Лишега, Емма Андієвська                                                                       |                                                  |
| Фляйшман Гаральд (Harald Fleischmann)        |             | Тимофій Гаврилів | [Архівовано 4 травня 2011 у Wayback Machine.]    |
| Штайн Гюнтер (Günther Stein)                 | 1922-1982   | Голованівський Сава Овсійович |                                                  |
| Штер Сабіне (Sabine Stöhr)                   | 1968-       | Юрій Андрухович, Любко Дереш, Сергій Жадан |                                                  |
| Юра Лукас (Lukas Joura)                      |             | Валер'ян Підмогильний |                                                  |

## Норвезька мова
| Прізвище, ім'я    | Роки життя | Основні перекладені автори | Посилання |
| ----------------- | ---------- | -------------------------- | --------- |
| Гоббель Маріна    |            | Оксана Забужко             |           |
| Назаров Назарій   |            |                            |           |
| Кіттельсен Ерлінґ |            |                            |           |
| Паульсен Мартін   |            | Оксана Забужко             |           |

## Польська мова
| Прізвище, ім'я                          | Роки життя | Основні перекладені автори | Посилання                                       |
| --------------------------------------- | ---------- | --- | ----------------------------------------------- |
| Вітвіцька-Рутковська Уршула             |            | Галина Крук | [Архівовано 16 березня 2015 у Wayback Machine.] |
| Гачковський Марцін (Marcin Gaczkowski)  |            | Лаюк Мирослав Миколайович, Яценко Петро Олександрович, Стус Василь Семенович, Малярчук Тетяна Володимирівна, Завадський Юрій Романович |                                                 |
| Гнатюк Олександра (Aleksandra Hnatiuk)  | 1961-      | Юрій Андрухович, Наталія Яковенко, Микола Рябчук |                                                 |
| Задура Богдан (Bohdan Zadura)           | 1945-      | Дмитро Павличко, Юрій Андрухович, Андрій Бондар, Василь Махно, Сергій Жадан, Остап Сливинський, Наталка Білоцерківець, Емма Андієвська, Галина Крук, Андрій Любка |                                                 |
| Камінська Анета (Aneta Kamińska)        | 1976-      | Оксана Забужко, Віктор Неборак, Юрій Іздрик, Марія Шунь, Назар Гончар, Роман Садловський, Іван Лучук, Іван Андрусяк, Маріанна Кіяновська, Мар’яна Савка, Оксана Луцишина, Дмитро Лазуткін, Катріна Хаддад, Олена Гусейнова, Олег Коцарев, Богдана Матіяш, Любов Якимчук, Богдан-Олег Горобчук, Андрій Любка | [Архівовано 14 травня 2012 у Wayback Machine.]  |
| Карабович Тадей (Tadeusz Karabowicz)    | 1959-      | Емма Андієвська, Софія Майданська |                                                 |
| Котинська Катажина (Kotyńska Katarzyna) | 1973-      | Юрій Андрухович, Олександр Ірванець | [ 7 ]                                           |
| Лазар Анна                              |            | Галина Крук | [Архівовано 16 березня 2015 у Wayback Machine.] |
| Мазур Ева (Ewa Mazur)                   |            | Софія Майданська | [Архівовано 27 березня 2015 у Wayback Machine.] |
| Петрик Міхал (Mihał Petryk)             |            | Галина Крук, Юрій Андрухович, Сергій Жадан | [Архівовано 16 березня 2015 у Wayback Machine.] |
| Рената Руснак (Renata Rusnak)           |            | Наталка Сняданко, Тарас Прохасько, Юрій Андрухович, Сергій Жадан |                                                 |
| Славінська Анна                         |            | Галина Крук | [Архівовано 16 березня 2015 у Wayback Machine.] |
| Слів'як Тадеуш (Tadeusz Śliwiak)        | 1928—1994  | |                                                 |
| Стефановська Лідія (Lidia Stefanowska)  | 1960-      | Юрій Іздрик, Юрій Андрухович | [Архівовано 10 березня 2016 у Wayback Machine.] |
| Томанек Пжемислав (Przemyslaw Tomanek)  | 1967-      | Юрій Андрухович | [ 3 ]                                           |
| Чех Єжи                                 |            | Неда Неждана, Олександр Ірванець | [Архівовано 16 березня 2015 у Wayback Machine.] |
| Шарецька Магдалена                      |            | Юрій Винничук, Галина Крук |                                                 |

## Португальська мова
| Прізвище, ім'я        | Роки життя | Основні перекладені автори                                      | Посилання |
| --------------------- | ---------- | --------------------------------------------------------------- | --------- |
| Вовк Віра (Vira Vovk) | 1926-      | В. Голобородько, Сергій Дзюба, Оксана Луцишина, Дмитро Лазуткін |           |

## Російська мова
| Прізвище, ім'я                                         | Роки життя | Основні перекладені автори | Посилання                                       |
| ------------------------------------------------------ | ---------- | --- | ----------------------------------------------- |
| Афанасьєва Анастасія (Анастасия Афанасьева)            | 1982-      | Олег Коцарев, Галина Крук | [Архівовано 16 березня 2015 у Wayback Machine.] |
| Баблоян Завен (Баблоян Завен)                          | 1971-      | Сергій Жадан, Наталка Сняданко, Тарас Прохасько, Юрій Андрухович, Сергій Кримський, Василь Махно, Андрій Кокотюха, Любко Дереш |                                                 |
| Бєлов Ігор                                             |            | Галина Крук, Сергій Жадан, Юрій Андрухович, Остап Сливинський                                                                  | [Архівовано 16 березня 2015 у Wayback Machine.] |
| Бражкіна Анна (Анна Бражкина)                          | 1959-      | Сергій Жадан, Юрій Андрухович                                                                                                  |                                                 |
| Верлока Володимир                                      |            | Сергій Грабар | [Архівовано 27 березня 2015 у Wayback Machine.] |
| Вишеславський Леонід Миколайович (Леонид Вышеславский) | 1914-2002  | Тарас Шевченко, Іван Франко, Леся Українка, Максим Рильський, Михайло Доленго, Павло Тичина                                    |                                                 |
| Ільїна-Король Юлія                                     |            | Юрій Андрухович | [ 3 ]                                           |
| Кузьмін Дмитро Володимирович (Дмитрий Кузьмин)         | 1968-      | Юрій Тарнавський, Остап Сливинський, Олег Коцарев                                                                              |                                                 |
| Левчин Рефаель (Левчин Рафаэль)                        | 1946-2013  | Тарас Прохасько |                                                 |
| Мариничева Олена Владиславівна (Елена Мариничева)      | 1954       | Оксана Забужко, Марія Матіос, Євгенія Кононенко                                                                                |                                                 |
| Марковський Борис                                      |            | Сергій Грабар | [Архівовано 27 березня 2015 у Wayback Machine.] |
| Птіцин Анатолій                                        |            | Іван Андрусяк | [Архівовано 15 квітня 2015 у Wayback Machine.]  |
| Пустогаров Андрій                                      | 1961-      | Олег Лишега, Юрій Іздрик, Юрій Андрухович, Володимир Єшкілєв, Тарас Прохасько                                                  |                                                 |
| Сид Ігор (Игорь Сид)                                   | 1963—      | Сергій Жадан, Юрій Андрухович                                                                                                  |                                                 |
| Сологуб Федір                                          | 1863—1927  | Тарас Шевченко |                                                 |
| Хвильовський Едуард                                    |            | Василь Махно |                                                 |

## Ромська мова
| Прізвище, ім'я      | Роки життя  | Основні перекладені автори                 | Посилання |
| ------------------- | ----------- | ------------------------------------------ | --------- |
| Козимиренко Михайло | 1938 — 2005 | Тарас Шевченко, Іван Франко, Леся Українка |           |
| Лекса Мануш         | 1942 — 1997 | Тарас Шевченко                             |           |

## Румунська мова
| Прізвище, ім'я                            | Роки життя | Основні перекладені автори | Посилання                                       |
| ----------------------------------------- | ---------- | -------------------------- | ----------------------------------------------- |
| Геамбашу Константін (Constantin Geambașu) | 1948-      | Юрій Андрухович            | [ 3 ]                                           |
| Козмей Іон                                |            | Тарас Шевченко             | [Архівовано 11 березня 2012 у Wayback Machine.] |

## Сербська мова
| Прізвище, ім'я                    | Роки життя | Основні перекладені автори | Посилання                                         |
| --------------------------------- | ---------- | --- | ------------------------------------------------- |
| Айдачич Деян (Деjан Аjдачић)      |            | |                                                   |
| Іванович Милена (Милена Ивановић) |            | Юрій Андрухович, Микола Рябчук |                                                   |
| Раконяк Тетяна                    |            | Іван Андрусяк | [Архівовано 15 квітня 2015 у Wayback Machine.]    |
| Сібінович Міодраг                 |            | Ліна Костенко, Василь Стус, Василь Голобородько, Григорій Чубай, Юрко Позаяк, Іван Малкович, Іван Лучук, Назар Гончар, Назар Федорак |                                                   |
| Татаренко Алла Леонідівна         | 1962 -     | Галина Крук, Юрій Андрухович, Микола Рябчук                                                                                          | , [Архівовано 16 березня 2015 у Wayback Machine.] |

## Словацька мова
| Прізвище, ім'я                | Роки життя | Основні перекладені автори | Посилання |
| ----------------------------- | ---------- | --- | --- |
| Купка Валерій (Valerij Kupka) |            | Юрій Андрухович | [ 8 ] |
| Мурашко Тарас (Taras Muraško) | 1970 -     | Юрій Андрухович, Богдана Матіяш, Олександр Ірванець | [Архівовано 4 березня 2016 у Wayback Machine.] |
| Пестременко Андрій            |            | Василь Бережний, Олександр Довженко, Володимир Дрозд, Павло Загребельний, Володимир Малик, Юрій Мушкетик, Наталя Околітенко, Остап Вишня, Панас Мирний, Михайло Сабадош | [Архівовано 24 вересня 2014 у Wayback Machine.], [Архівовано 24 вересня 2014 у Wayback Machine.], [Архівовано 24 вересня 2014 у Wayback Machine.] |
| Піварскі Мілена               |            | Галина Крук | [Архівовано 16 березня 2015 у Wayback Machine.]                                                                                                   |
| Черевка Володимир             |            | Василь Шкляр | [Архівовано 10 листопада 2013 у Wayback Machine.]                                                                                                 |

## Турецька мова
| Прізвище, ім'я | Роки життя | Основні перекладені автори        | Посилання                                      |
| -------------- | ---------- | --------------------------------- | ---------------------------------------------- |
| Дерменджі Омер |            | Павло Вольвач, Павло Загребельний | [Архівовано 10 серпня 2016 у Wayback Machine.] |

## Угорська мова
| Прізвище, ім'я                  | Роки життя | Основні перекладені автори      | Посилання |
| ------------------------------- | ---------- | ------------------------------- | --------- |
| Домокос Шандор (Domokos Sándor) |            | Яр Славутич                     |           |
| Кьорнер Ґабор (Körner Gábor)    | 1969-      | Оксана Забужко, Юрій Андрухович |           |

## Фарсі
| Прізвище, ім'я    | Роки життя | Основні перекладені автори | Посилання                                       |
| ----------------- | ---------- | -------------------------- | ----------------------------------------------- |
| Криконюк Катерина |            | Оксана Забужко             | [Архівовано 22 липня 2010 у Wayback Machine.]   |
| Тебрізлі Марал    |            | Сергій Грабар              | [Архівовано 27 березня 2015 у Wayback Machine.] |

## Фінська мова
| Прізвище, ім'я | Роки життя | Основні перекладені автори                            | Посилання |
| -------------- | ---------- | ----------------------------------------------------- | --------- |
| Балк Ееро      | 1955 -     | Юрій Андрухович, Олександр Довженко, Василь Кожелянко |           |

## Французька мова
| Прізвище, ім'я                             | Роки життя | Основні перекладені автори                                                                     | Посилання                                     |
| ------------------------------------------ | ---------- | ---------------------------------------------------------------------------------------------- | --------------------------------------------- |
| Гільвік Ежен (Eugene Gilvique)             | 1907—1997  | Тарас Шевченко                                                                                 |                                               |
| Дмитришин Ірина (Iryna Dmytrychyn)         |            | Юрій Андрухович, Микола Рябчук, Анастасія Лисивець, Сергій Жадан, Софія Андрухович, Юлія Ілюха |                                               |
| Лебединський Ярослав (Iaroslav Lebedynsky) |            | Микола Рябчук                                                                                  |                                               |
| Маланчук Марія (Maria Malanchuk)           |            | Юрій Андрухович                                                                                | [ 3 ]                                         |
| Мізерак Оксана (Oksana Mizerak)            |            | Любко Дереш                                                                                    |                                               |
| Плющ-Маслюк Олесь                          |            | Олександр Ірванець                                                                             | [ 1 ]                                         |
| Чистяк Дмитро                              | 1987-      | Андрій Малишко                                                                                 | [Архівовано 26 січня 2013 у Wayback Machine.] |
| Шеррер Марія (Maria Scherrer)              | 1902-      | Тарас Шевченко                                                                                 |                                               |
| Яворський Ольга (Olga Jaworskyj)           |            | Василь Барка                                                                                   | [Архівовано 8 серпня 2016 у Wayback Machine.] |
| Калитовська Марта (Marta Kalytovska)       | 1916-1990  | Яблонська Софія Іванівна                                                                       |                                               |

## Хорватська мова
| Прізвище, ім'я                | Роки життя | Основні перекладені автори   | Посилання                                       |
| ----------------------------- | ---------- | ---------------------------- | ----------------------------------------------- |
| Відмарович Джуро              |            | Сергій Грабар                | [Архівовано 27 березня 2015 у Wayback Machine.] |
| Павлешин Андрій               |            | Олександр Ірванець           | [ 1 ]                                           |
| Пешорда Дамір (Damir Pešorda) | 1961-      | Галина Крук, Юрій Андрухович | [Архівовано 16 березня 2015 у Wayback Machine.] |

## Чеська мова
| Прізвище, ім'я            | Роки життя | Основні перекладені автори                                                                                        | Посилання                                       |
| ------------------------- | ---------- | --- | ----------------------------------------------- |
| Вашут Томаш (Tomáš Vašut) | 1971-      | Юрій Андрухович                                                                                                   | [ 8 ]                                           |
| Газукіна Катерина         |            | Тарас Прохасько                                                                                                   | [Архівовано 5 березня 2016 у Wayback Machine.]  |
| Гігач Юрай                |            | Галина Крук | [Архівовано 16 березня 2015 у Wayback Machine.] |
| Кабічек Ярослав           |            | Іван Драч |                                                 |
| Кіндлерова Рита           | 1974-      | Оксана Забужко, Юрій Винничук, Наталка Сняданко, Таня Малярчук, Людмила Таран, Оксана Луцишина                    |                                                 |
| Дворжакова Їржина         |            | Олесь Ульяненко                                                                                                   | [Архівовано 22 лютого 2016 у Wayback Machine.]  |
| Стелібска Александра      |            | Тарас Прохасько                                                                                                   | [Архівовано 5 березня 2016 у Wayback Machine.]  |
| Коутенська Зденка         |            | Василь Земляк, Юрій Мушкетик, Євген Гуцало, Володимир Яворівський, Валентин Тарнавський, Євген Гуцало, Ніна Бічуя |                                                 |

## Шведська мова
| Прізвище, ім'я                                             | Роки життя | Основні перекладені автори | Посилання                                       |
| ---------------------------------------------------------- | ---------- | --- | ----------------------------------------------- |
| Будін Пер-Арне (Boodin Per-Arne)                           | 1949-      | Іван Драч, Ліна Костенко |                                                 |
| Вітт Сузана (Witt Susanna)                                 | 1962-      | Галина Крук, Юрій Андрухович, Наталка Білоцерківець, Ярослав Довгана, Олександр Ірванець                                                                                       | [Архівовано 16 березня 2015 у Wayback Machine.] |
| Гедберй Вальбурй (Hedberg Walborg)                         | 1859-1931  | Іван Франко |                                                 |
| Гокансон Нільс                                             | 1975-      | Сергій Жадан, Софія Андрухович |                                                 |
| Ерікссон Туре (Eriksson Ture)                              | 1919-1965  | Тарас Шевченко |                                                 |
| Єнсен Альфред (Alfred Anton Jensen)                        | 1859-1921  | Тарас Шевченко, Михайло Коцюбинський |                                                 |
| Інґдéн-Рінгселле Брітт-Марі (Britt-Marie Ingdén-Ringselle) | 1954-      | Тарас Прохасько, Остап Сливинський |                                                 |
| Ліндквіст Рафаель (Lindqvist Rafael)                       |            | Тарас Шевченко |                                                 |
| Ліндквіст Сігвард (Sigvard Lindqvist)                      |            | Софія Майданська, Леся Українка, Василь Стус, Юрій Андрухович, Василь Герасим’юк, Василь Голобородько, Ігор Калинець, Раїса Лиша, Ігор Римарук, Василь Слапчук, Оксана Забужко | [Архівовано 27 березня 2015 у Wayback Machine.] |
| Уггла Софія (Sofia Uggla)                                  | 1972-      | Сергій Жадан, Юрій Андрухович, Тамара Горіха Зерня |                                                 |
| Шибек Давід (David Szybek)                                 | 1973-      | Сергій Жадан, Оксана Забужко |                                                 |

## Японська мова
| Прізвище, ім'я | Роки життя | Основні перекладені автори | Посилання                                      |
| -------------- | ---------- | -------------------------- | ---------------------------------------------- |
| Ецуко Фудзія   |            | Тарас Шевченко             | [Архівовано 22 лютого 2009 у Wayback Machine.] |
| Хоменко Ольга  |            |                            | [Архівовано 22 лютого 2009 у Wayback Machine.] |